# Котрадић
Котрадић (алб. Kotradiq) је насељено место у општини Пећ, на Косову и Метохији. Према попису становништва из 2011. у насељу је живело 634 становника.

## Становништво
Према попису из 2011. године, Котрадић има следећи етнички састав становништва:
| Националност | 2011.        |
| Албанци      | 633 (99,84%) |
| недоступно   | 1 (0,16%)    |
| Укупно       | 634          |

| Демографија | Демографија | Демографија |
| Година      | Становника  | Становника  |
| ----------- | ----------- | ----------- |
| 1948.       | 489         |             |
| 1953.       | 485         |             |
| 1961.       | 573         |             |
| 1971.       | 646         |             |
| 1981.       | 810         |             |
| 1991.       | 873         |             |
| 2011.       | 634         |             |